# Toufelaazt
Toufelaazt  (in arabo توفلعازت‎?) è un centro abitato e comune rurale del Marocco situato nella provincia di Taroudant, regione di Souss-Massa. Conta una popolazione di 1 614 abitanti (censimento 2014).